# Ер Трансат
Ер Трансат je канадска авио-компанија базирана у Монтреалу, Квебек.